# Susan Tanui
 (mai 2023).
Susan Tanui, née le 28 mars 1987 à Eldoret au Kenya, est une athlète américaine.

## Carrière
Susan Tanui est médaillée de bronze par équipe lors des Championnats panaméricains de cross-country 2018 à Opico. La même année, elle est médaillée d'or en individuel et médaillée d'argent par équipe aux Championnats NACAC de cross-country.